# Bagusa jezik
Bagusa jezik (ISO 639-3: bqb; kapeso, suaseso), jezik porodice tor-kwerba kojim govori 300 ljudi (1987 SIL) u indonezijskoj regenciji Jayapura na otoku Nova Gvineja. Jedan je od 5 jezgrovnih kwerba jezika, leksički najbliži jeziku kwerba [kwe].

## Vanjske poveznice
- Ethnologue (14th)
- Ethnologue (15th)
- Bagusa  Arhivirana inačica izvorne stranice od 1. ožujka 2011. (Wayback Machine)